# Калинівська сільська рада (Лиманський район)
Кали́нівська сільська́ ра́да — колишня адміністративно-територіальна одиниця та орган місцевого самоврядування в Лиманському районі Одеської області. Адміністративний центр — село Калинівка.

## Історія
Калинівська сільська рада утворена в 1940 році.
1 лютого 1945 р. Широківську сільраду перейменували, відповідно до назви її центру, на Калинівську.

## Загальні відомості
- Територія ради: 59,978 км²
- Населення ради: 560 осіб (станом на 2001 рік)

## Населені пункти
Сільській раді були підпорядковані населені пункти:
- с. Калинівка
- с. Тилігульське
- с. Широке

## Населення
Згідно з переписом УРСР 1989 року чисельність наявного населення села становила 931 особа, з яких 425 чоловіків та 506 жінок.
За переписом населення України 2001 року в селі мешкало 560 осіб.

### Мова
Розподіл населення за рідною мовою за даними перепису 2001 року:
| Мова       | Відсоток |
| ---------- | -------- |
| українська | 94,64 %  |
| російська  | 4,11 %   |
| молдовська | 1,07 %   |
| білоруська | 0,18 %   |

## Склад ради
Рада складалася з 12 депутатів та голови.
- Голова ради: Ткаченко Микола Анатолійович
- Секретар ради: Бересан Оксана Сергіївна

### Керівний склад попередніх скликань
| Прізвище, ім'я, по батькові  | Основні відомості                                                         | Дата обрання          | Дата звільнення       |
| ---------------------------- | ------------------------------------------------------------------------- | --------------------- | --------------------- |
| Гоф Любов Григорівна         | Сільський голова, 1959 року народження, член Народного Руху України       | 26.03.2006            | 31.10.2010            |
| Ткаченко Микола Анатолійович | Сільський голова, 1971 року народження, освіта вища, член Партії регіонів | 31.10.2010 25.10.2015 | 25.10.2015 25.10.2020 |

Примітка: таблиця складена за даними сайту Верховної Ради України

### Депутати
За результатами місцевих виборів 2010 року депутатами ради стали:

#### За суб'єктами висування
| Суб'єкт висування | Кількість обраних депутатів | %    |
| ----------------- | --------------------------- | ---- |
| Самовисування     | 8                           | 66,7 |
| Партія регіонів   | 4                           | 33,3 |

#### За округами
| № округу        | Прізвище, ім'я, по батькові   | Дата визнання обраним | Освіта  | Партійна приналежність                                          | Відомості про обраного депутата                      |
| --------------- | ----------------------------- | --------------------- | ------- | --------------------------------------------------------------- | ---------------------------------------------------- |
| Партія регіонів |                               |                       |         |                                                                 |                                                      |
| 3               | Шаповаленко Галина Василівна  | 03.11.2010            | середня | позапартійна                                                    | тимчасово не працює                                  |
| 4               | Кормич Марія Іванівна         | 03.11.2010            | середня | позапартійна                                                    | відділення зв'язку, начальник                        |
| 7               | Алексеєнко Людмила Іванівна   | 03.11.2010            | вища    | позапартійна                                                    | Калинівська загальноосвітня школа І-ІІ ст., директор |
| 8               | Бересан Оксана Сергіївна      | 03.11.2010            | середня | позапартійна                                                    | Калинівська загальноосвітня школа І-ІІ ст., кухар    |
| Самовисування   |                               |                       |         |                                                                 |                                                      |
| 1               | Щелконогова Олена Василівна   | 03.11.2010            | середня | член Всеукраїнського об'єднання «Батьківщина»                   | тимчасово не працює                                  |
| 2               | Ільїн Олександр Олександрович | 03.11.2010            | середня | позапартійний                                                   | ПП «Ромашка», охоронник                              |
| 5               | Солощенко Наталія Адольфівна  | 03.11.2010            | середня | позапартійна                                                    | приватний підприємець                                |
| 6               | Чубченко Віра Петрівна        | 03.11.2010            | середня | член «Жінки за майбутнє» Всеукраїнського політичного об'єднання | Калинівська сільська рада, спеціаліст                |
| 9               | Хільченко Анатолій Петрович   | 03.11.2010            | середня | позапартійний                                                   | тимчасово не працює                                  |
| 10              | Солощенко Тетяна Григорівна   | 03.11.2010            | середня | член Партії регіонів                                            | приватний підприємець                                |
| 11              | Жовтяк Жанна Миколаївна       | 03.11.2010            | середня | член Всеукраїнського об'єднання «Батьківщина»                   | Калинівська сільська рада, секретар                  |
| 12              | Обухова Тетяна Віталіївна     | 03.11.2010            | середня | позапартійна                                                    | Калинівська сільська рада, соціальний працівник      |